# Dollar
 For alternative betydninger, se Dollar (flertydig). (Se også artikler, som begynder med Dollar)
Dollar (repræsenteret ved dollartegnet: $) er en møntenhed, der anvendes i mange lande, protektorater og selvstyre-områder i verden. Den amerikanske dollar er den mest kendte og mest udbredte møntenhed i verden.

## Navnets oprindelse
For en beskrivelse af oprindelsen af dollartegnet, se artiklen herom.
Navnet dollar er relateret til møntenhederne Tholar i Böhmen, Thaler eller Taler i Tyskland, Daalder i Holland og Daler i Danmark, Sverige og Norge. Det kommer af det tyske Thal (eller i dag Tal), der betyder dal.
Disse møntenheder har alle deres oprindelse i en mønt, som fra 1518 blev udmøntet i Joachimstal i Bøhmen af de lokale grever. Se artiklen daler for en nærmere beskrivelse.

## Nationer, der anvender dollar som valuta
- Australien: Australske dollar
- Bahamas: Bahamanske dollar
- Barbados: Barbadiske dollar
- Belize: Beliziske dollar
- Bermuda (britisk selvstyre): Bermudianske dollar
- Brunei: Bruneiske dollar
- Canada: Canadiske dollar
- Caymanøerne (britisk selvstyre): Caymanøerne-dollar
- Fiji: Fijianske dollar
- Foreningen af Østcaribiske Stater (forbund af 8 nationer): Østcaribiske dollar
- Guyana: Guyanske dollar
- Hong Kong (kinesisk provins): Hong Kong-dollar
- Jamaica: Jamaicanske dollar
- Liberia: Liberianske dollar
- Namibia: Namibiske dollar
- New Zealand: New Zealand-dollar
- Singapore: Singaporeanske dollar
- Salomonøerne: Salomonøerne-dollar
- Surinam: Surinamske dollar
- Taiwan: Nytaiwanske dollar
- Trinidad og Tobago: Trinidad og Tobago-dollar
- USA: Amerikanske dollar
- Zimbabwe: Zimbabwiske dollar